# Carretera Bernedo-Logroño
La carretera que une Bernedo (Álava) con Logroño (La Rioja) es una vía comarcal que discurre por tres comunidades autónomas distintas, por lo que su denominación varía en cada una de ellas. En Álava se llama  A-2126 , en Navarra  NA-7210  y en La Rioja  LR-252 . Antes de la transferencia de las carreteras comarcales y locales a las administraciones autonómicas y provinciales, esta carretera fue la  L-126 .
Su trazado comienza en la  A-126  en Bernedo, donde comienza a ascender al puerto de Bernedo o La Aldea (1.000 m). Apenas 2,8 km más adelante se adentra en la Comunidad Foral de Navarra. Tras pasar el alto se discurre junto a Lapoblación y se llega a Meano. Tras seguir descendiendo, se vuelve a cruzar la frontera con Álava para alcanzar Yécora y Oyón. Finalmente, apenas 500 metros antes de finalizar en la  N-111  al norte de Logroño, se cruza la frontera entre las provincias alavesa y riojana.

## Trazado
| Velocidad                                 | Esquema | Carretera que enlaza                               |
| ----------------------------------------- | ------- | -------------------------------------------------- |
|                                           |         | A-126 Treviño - Santa Cruz de Campezo              |
|                                           |         |                                                    |
| Puerto de Bernedo o de La Aldea (1.000 m) |         |                                                    |
|                                           |         | NA-7211 Lapoblación - Aguilar de Codés - Genevilla |
|                                           |         | Meano NA-7300 Cripán - Lanciego - Laguardia        |
|                                           |         | NA-7242 Barriobusto - Labraza - Moreda de Álava    |
|                                           |         |                                                    |
|                                           |         | Yécora                                             |
|                                           |         | Oyón A-3226 Laguardia - Moreda de Álava            |
|                                           |         |                                                    |
|                                           |         | N-111 Logroño - Viana                              |